# 熔接
熔接可以指：
- 光纖熔接
- 焊接